# Eluvaitivu
Eluvaitivu(en tamil: எழுவைதீவு; Eḻuvaitīvu; también escrito como Eluvaitheevu) es una pequeña isla del Océano Índico frente a las costas de la península de Jaffna en el norte de Sri Lanka. No está conectada a tierra firme por ningún puente o calzada. Administrativamente depende de la Provincia Norte que como su nombre lo indica esta en el extremo septentrional de ese país.